# Jorge Ángel Livraga Rizzi
Jorge Ángel Livraga Rizzi (Buenos Aires, 3 de septiembre de 1930 - Madrid, España, 7 de octubre de 1991) fue un poeta, novelista, filósofo y ensayista argentino. Miembro de la Sociedad Teosófica entre los años 1947 y 1957, y fundador ese último año de la Organización Internacional Nueva Acrópolis.

## Biografía
Nació en Argentina de padres inmigrantes italianos. Sus padres fueron Ángel Livraga, ingeniero industrial, y Victoria Rizzi, ambos de familias procedentes de Italia, emigradas a finales del siglo XIX. 
Poco más tarde se interesó en la música y estudió varios autores, entre ellos "Kafka, Sartre, Marx, Kant, Scheler".
«Medicina antigua de la India» es lo que, según su biografía oficial, cursó en la Sociedad Teosófica.
Seguidor de los ideales teosóficos postulados por la ocultista rusa Helena Blavatsky, perteneció a la Sociedad Teosófica de Argentina hasta que la abandonó, o fue expulsado de la misma, según la Secretaría Internacional de la organización, por sus ideas de extrema derecha.
En 1957 fundó la revista "Estudios Teosóficos". Ese mismo año, con ocasión de una visita a Buenos Aires del Presidente de la Sociedad Teosófica, Sri Ram, quien según Livraga le solicitó ampliar esta labor mediante la fundación, junto con su esposa Ada Albrecht, de la organización Nueva Acrópolis. Aunque no existen fuentes oficiales del propio Ram que confirmen esto. Esta  agrupación fue considerada fascista, de origen paramilitar y corte sectario, por el Acta 2468 de la Asamblea Nacional Francesa de 1995 y el eurodiputado conservador británico Richard Cottrell y una secta. En ella intentó combinar las enseñanzas blavatskianas con la obra de varios filósofos de la antigüedad, como Platón (Neoplatonismo), Pitágoras, Confucio, Giordano Bruno, así como diversas concepciones del esoterismo oriental y occidental, promoviendo el estudio de la Filosofía entre la juventud siguiendo el modelo de las Escuelas Clásicas como la platónica o la ecléctica:
En 1972 se traslada a España con ocasión de la apertura de actividades de Nueva Acrópolis en Europa. Dos de sus mejores discípulos, Delia Steinberg Guzmán y Fernando Schwarz, asumirían las responsabilidades de la dirección en España y Francia, respectivamente.
En 1981 Jorge Livraga y su mujer, Ada Albrecht, se separaron fundando esta última la Asociación Mundial Hastinapura.
En 1988, es condenado por tenencia ilegal de armas en la Sección Tercera de la Audiencia Provincial de Madrid.
A su muerte en 1991 dejó su colección privada en el Museo Rodrigo Caro de Madrid. Su casa natal en Buenos Aires se convirtió en museo.

## Alegatos
Livraga aseguró que cuando fue miembro de la Sociedad Teosófica argentina el presidente internacional de la misma al momento, Sri Ram, le solicitó que fundara Nueva Acrópolis para «expandir el trabajo de la Teosofía» que según Livraga estaba en decadencia. Sin embargo no existe registro de esto. Ram fue presidente internacional de la Sociedad Teosófica hasta su muerte acaecida varias décadas después de su visita a Argentina. La postura oficial de la Sociedad Teosófica fue que a Livraga se le expulsó de la organización por sus "comportamiento inadecuado".
Su biografía oficial afirma que recibió el Premio Nacional de Poesía de Argentina por su obra "Lotos", sin embargo no existe registro de ello y Livraga no aparece en la lista oficial de recipientes que emite la Secretaría de Cultura argentina. También se afirma por parte de Nueva Acrópolis que Livraga cursó estudios en Historia, Arqueología y Arte en la Universidad de Buenos Aires, pero no existe constancia de ello y sus críticos lo dudan.
También se afirmó en la litertura neoacropolitana que Livraga perteneció a la Real Orden de San Ildefonso y San Atilano, si bien esta orden no existe posiblemente se refiera a la Real, Muy Antigua e Ilustre Cofradía de Caballeros Cubicularios de San Ildefonso y San Atilano, aunque no existe registro de la pertenencia de Livraga a la misma. Su curriculum oficial lo menciona como miembro de la Academia Internacional Titus Burckhardt la cual es una editorial de autopublicaciones perteneciente a Nueva Acrópolis con sede en Roma, y a la Academia Filo-Bizantina Internacional, grupo adscrito a Nueva Acrópolis fundado por Livraga. Antiguas biografías de Livraga lo listaban como doctor en filosofía de la Academia Azteca de Artes, sin embargo no existe registro de esta academia y la propia Nueva Acrópolis ya no lo menciona entre sus atestados.
Algunas de sus biografías lo mencionan también como director Honoris causa del Museo Arqueológico Rodrigo Caro de España, aunque no existe museo alguno con tal nombre, es posible que sea el Instituto de Arqueología y Prehistoria 'Rodrigo Caro', del cual no existe registro que haya sido director "honoris causa" ni que este título se otorgue.

## Obras publicadas
- ”Lotos”: 1952
- ”Ankor el Discípulo”: Madrid, Edit. Cunillera, 1972 (novela), ISBN 978-84-230-0017-3.[18]
- ”El alquimista: tras la imagen de Giordano Bruno”: Madrid, Edit. Cunillera, 1.ª ed. febrero de 1974 (novela), ISBN 84-230-0041-9.[19]
- ”Fundamentos del ideal acropolitano”: Madrid, Editorial Nueva Acrópolis, 1982 (ensayo).
- ”El teatro mistérico en Grecia. I La Tragedia”: Madrid, Ed. Nueva Acrópolis, 1987 (ensayo), ISBN 84-85982-28-2.
- ”Möassy, el perro”: Madrid, Ed. Nueva Acrópolis, 1990 (novela).
- ”Tebas”: Madrid, Ed. Nueva Acrópolis, 1990 (ensayo), ISBN 84-85982-26-6.
- ”Los Espíritus Elementales de la Naturaleza”: Barcelona, Ed. Nueva Acrópolis, 1995 (ensayo), ISBN 84-85982-19-3.
- ”El ideal político” (ensayo).[20]

Recopilaciones
- ”Cartas a Delia y Fernando”: Madrid, Ed. Nueva Acrópolis, 1981, ISBN 84-300-4075-7 (artículos).
- ”Los mitos del siglo XX”: 1982 (artículos y ensayo).
- ”Pensamientos”: Madrid, Ed. Nueva Acrópolis, 1982, ISBN 84-85982-02-9 (recopilación de citas).
- ”Magia, Religión y Ciencia para el tercer milenio” (conferencias, volúmenes I a VI): Madrid, Ed. Nueva Acrópolis, 1982-2010.
- ”Peligros del racismo”: Madrid, Ed. Nueva Acrópolis, 1997 (con otros autores).

Manuales
- ”Manual de primer curso”: Madrid, Ed. Nueva Acrópolis, 1976, ISBN 84-300-0173-5.
- ”Introducción a la Teosofía”: Buenos Aires, Ed. Oreus, 1960 (Posteriormente editado bajo el nombre de Ocultismo oriental: Buenos Aires, Oreus, 1986 y más tarde Introducción a la Sabiduría de Oriente).
- ”Simbología Teológica”: 1976.
- ”Psicología”.

### Enlaces favorables
- Página Internacional de Nueva Acrópolis: Jorge Ángel Livraga (Biografía oficial y con información general sobre Nueva Acrópolis, en español)
- Editorial Nueva Acrópolis (Breve biografía y reseñas de sus obras)

### Enlaces críticos
- Jorge Livraga, por Miguel Martínez (Biografía crítica y con información general sobre Nueva Acrópolis, en inglés)
- Nueva Acrópolis y la fundación Hastinapura. Artículo de la Tribuna de periodistas o Escuela de periodismo (Argentina), por Juan Carlos Contreras Bustos
- Críticas publicadas en "El Observador" (publicación católica), por Diego García Bayardo